# When Angels Fall
When Angels Fall er det tredje studiealbum af den danske musiker Lars Muhl, der blev udgivet i 1991 på RCA. Albummet blev indspillet i samarbejde med guitaristen Lars Alsing, som havde en fortid i Aarhus-gruppen 8000 C.

## Spor
Alle sange skrevet og komponeret af Lars Muhl, undtagen hvor noteret. 
| 1.    | "Goodbye Baby"                   |        |                   | 5:02 |
| 2.    | "It's a Sad and Beautiful World" |        | Lars Alsing, Muhl | 3:17 |
| 3.    | "Fall How Many Teardrops Must"   |        |                   | 5:25 |
| 4.    | "Elevator"                       |        |                   | 4:23 |
| 5.    | "Two Hearts Are Better Than One" |        |                   | 4:07 |
| 6.    | "Love Is All"                    |        | Alsing, Muhl      | 4:50 |
| 7.    | "Set Me Free"                    |        |                   | 4:29 |
| 8.    | "When Angels Fall"               |        | Alsing, Muhl      | 3:39 |
| 9.    | "Sailing on the Universe"        | Alsing |                   | 5:15 |
| 10.   | "Just Friends"                   |        |                   | 2:55 |
| 11.   | "Gi' mig en chance"              |        |                   | 3:54 |
| 47:16 |                                  |        |                   |      |

## Medvirkende

### Musikere
- Lars Muhl – vokal, keyboards, klaver, kor,  arrangement, blæserarrangement
- Lars Alsing – guitar, keyboards, tamburin, arrangement, blæserarrangement
- Lars Christensen – bas
- Lars Daugaard – trommer
- Kristian Borregaard – keyboards, orgel, klaver, percussion
- Niels Hoppe – saxofon, blæserarrangement
- Jens Chr. Jensen – barytonsaxofon
- Christian Høgh – trombone
- Knud Erik Nørgaard – trompet
- Peter Seebach – kor, percussion
- Marian Svanekjær – kor
- Leif Poulsen – kor
- Stefan Mohr – kor
- Jens Jefsen – bas på "Just Friends"

### Produktion
- Lars Alsing – producer, lydmiksning
- Lars Muhl – producer, lydmiksning
- Morten Laursen – lydtekniker
- Thomas Laubsen – lydteknikerassistent
- Jørgen Knub – lydmiksning
- Henrik Lund – lydmiksning
- Valle – coverconcept
- Jan Jul – fotos